# German Juniors 2024
Das German Juniors 2024 im Badminton fand vom 6. bis zum 10. März 2024 im Sportforum Hohenschönhausen in Berlin statt. Es war die 39. Austragung dieses bedeutendsten internationalen Badminton-Juniorenwettkampfs in Deutschland.

## Sieger und Platzierte
| Disziplin    | Gold                       | Silber                   | Bronze                                          |
| ------------ | -------------------------- | ------------------------ | ----------------------------------------------- |
| Herreneinzel | Wang Zijun                 | Zhang Zhijie             | Hu Zhean                                        |
| Herreneinzel | Wang Zijun                 | Zhang Zhijie             | Lee Sun-jin                                     |
| Dameneinzel  | Sarunrak Vitidsarn         | Kim Min-ji               | Surya Charisma Tamiri                           |
| Dameneinzel  | Sarunrak Vitidsarn         | Kim Min-ji               | Yin Yiqing                                      |
| Herrendoppel | Chen Yongrui Chen Zhehan   | Kang Khaixing Aaron Tai  | Li Hongyi Xue Ziyu                              |
| Herrendoppel | Chen Yongrui Chen Zhehan   | Kang Khaixing Aaron Tai  | Anselmus Breagit Fredy Prasetya Pulung Ramadhan |
| Damendoppel  | Chen Fanshutian Liu Jiayue | Kim Min-ji Yeon Seo-yeon | Ririna Hiramoto Aya Tamaki                      |
| Damendoppel  | Chen Fanshutian Liu Jiayue | Kim Min-ji Yeon Seo-yeon | Cheon Hye-in Kim Tae-yeon                       |
| Mixed        | Hu Keyuan Liu Jiayue       | Lin Xiangyi Liu Yuanyuan | Lee Hyeong-woo Yeon Seo-yeon                    |
| Mixed        | Hu Keyuan Liu Jiayue       | Lin Xiangyi Liu Yuanyuan | Li Hongyi Zhang Jiahan                          |